# Schackturnering
En schackturnering, eller en schacktävling, är en serie av konkurrenskraftigt spelade schackpartier för att bestämma en vinnande individ eller grupp.
Turneringar spelas över ett antal ronder och den som tar flest poäng på alla ronderna vinner.
I varje parti har spelarna en begränsad betänketid till sitt förfogande. Tiden registreras med hjälp av en schackklocka.Vid längre betänketider måste spelarna skriva upp alla drag i ett schackprotokoll.
I en typ av turneringar, ofta kallade Bergerturneringar, möter varje spelare alla de andra en gång. Med till exempel åtta deltagare blir det då sju ronder. Hela spelschemat är känt vid turneringens början.
En annan typ av turneringar är schweizerturneringar där spelarna inför varje rond lottas mot en motståndare med (ungefär) lika många poäng. Två spelare kan bara mötas en gång under turneringen och man försöker vid lottningen ge varje spelare lika många partier som vit respektive svart. En schweizerturnering kan ha upp till flera hundra deltagare.
Även utslagsturneringar förekommer men är mindre vanliga.   